# Мохамед Базум
Мохамед Базум (фр. Mohamed Bazoum; нар. 1 січня 1960, Білабрін, Нігер) — політичний і дипломатичний діяч Нігеру арабського походження, президент Нігеру (2021—2023).

## Життєпис
З 2011 року є головою Партії за демократію і соціалізм Нігеру.
Працював в уряді Нігеру на посаді міністра закордонних справ з 1995 по 1996 рік і потім з 2011 по 2015 рік.
З 2015 по 2016 рік був державним міністром при президенті, а потім міністром внутрішніх справ з 2016 по 2020 рік, коли пішов у відставку, щоб зосередитися на участі в президентських виборах 2020 року.
У лютому 2021 року був обраний президентом країни, вступив на посаду 2 квітня 2021 року.
26 липня 2023 року усунутий з посади внаслідок військового заколоту.
13 серпня 2023 року правляча воєнна хунта Нігеру оголосила, що хоче «притягнути до відповідальності перед компетентними національними та міжнародними органами влади Мохамеда Базума та його місцевих та іноземних спільників за державну зраду та підрив внутрішньої та зовнішньої безпеки Нігеру»..